# 叶卡捷琳娜·拉里奥诺娃
叶卡捷琳娜·阿列克谢耶夫娜·拉里奥诺娃（俄语：Екатерина Алексеевна Ларионова，1994年1月23日—）是一名哈萨克斯坦自由式摔跤运动员。2016年夏季奥林匹克运动会女子自由式63公斤級铜牌获得者。